# Christopher Collet
Christopher Collet (Nova Iorque, 13 de março de 1968) é um ator, diretor de dublagem e dublador norte-americano. Ao longo das décadas de 1980 e 1990, apareceu em diversos filmes, programas de televisão e produções teatrais, passando a dedicar-se a projetos de dublagem a partir do início dos anos 2000.

## Primeiros anos e educação
Nascido em 1968 na cidade de Nova Iorque, Collet passou boa parte da juventude na área de Greenwich Village. Sua mãe Carol, professora de ensino primário, e seu pai, dono de uma empresa de programação de computadores, divorciaram-se quando Collet tinha doze anos. Após a separação, ele passou a morar com a mãe e a irmã mais nova, Jennifer, em Greenwich Village. Entre 1980 e 1986, cursou o ensino secundário na Hunter College High School, em Manhattan. Ingressou na Universidade de Princeton em 1987 para estudar artes e ciências liberais, porém, deixou a faculdade para seguir a carreira de ator.

## Carreira
Collet começou a atuar na Broadway ainda na adolescência, conseguindo em 1982 o papel de David em Torch Song Trilogy, peça de temática LGBT vencedora do Tony. Em 1983, estreou no cinema em Sleepaway Camp, terror independente no qual interpretou Paul, interesse romântico da protagonista Angela, vivida por Felissa Rose. No ano seguinte, coestrelou com Sarah Jessica Parker o drama Firstborn, em que ele deu vida a Jake, um adolescente que enfrenta o divórcio dos pais. A respeito desse enredo, comentou: "O filme não é tão parecido com a minha experiência porque o divórcio dos meus pais foi muito menos traumático. Mas aconteceu."
Em 1986, ele contracenou com John Lithgow e Cynthia Nixon no suspense de ficção científica The Manhattan Project, dirigido por Marshall Brickman. Collet interpretou o protagonista Paul Stephens, um adolescente prodígio que constrói uma bomba atômica para vencer uma feira internacional de ciências e denunciar um laboratório secreto de pesquisa nuclear. Seu próximo filme foi uma produção independente coestrelada por Corey Haim e Patricia Arquette, Prayer of the Rollerboys (1991), de trama futurista. Entre meados dos anos 1980 e o final da década seguinte, ele apareceu em vários programas de televisão, incluindo os papéis de Richard Jahnke Jr. no telefilme baseado em caso real Right to Kill? (1995) e de Albert Kausser na minissérie The Langoliers (1995), adaptação de uma história de Stephen King. Também fez participações especiais em episódios de séries como The Cosby Show, The Hitchhiker, The Equalizer, L.A. Law e MacGyver.
No final dos anos 1990, Collet começou a afastar-se da atuação na tela e a buscar outros empreendimentos na indústria do entretenimento, dedicando-se principalmente ao teatro e à dublagem. Em 2000, ele realizou seu primeiro trabalho de direção teatral na peça Buddy Movie, como parte do New York International Fringe Festival, um evento de celebração ao teatro alternativo. Ainda nessa época, tornou-se diretor de dublagem da 4Kids Entertainment. Entre seus principais trabalhos nesta empresa estão a direção de voz para a franquia de jogos Sonic the Hedgehog, incluindo o título homônimo de 2006, Sonic Rivals e Sonic Unleashed, no qual ele também deu voz ao personagem SA-55, mais tarde chamado de Orbot. Além disso, dirigiu as dublagens de séries de animação como Yu-Gi-Oh! Duel Monsters, Winx Club e Pokémon.

## Vida pessoal
Collet é casado com a atriz Nicole Dooley. Eles se conheceram em 1998, quando interpretaram marido e mulher num episódio da telessérie Silk Stalkings. Ambos são instrutores de Pilates e tornaram-se coproprietários de um estúdio de Pilates no Brooklyn, Nova Iorque. O casal tem um filho, Julien.

## Filmografia

### Filmes
| Ano  | Título                      | Papel           | Notas                                  | Ref.   |
| ---- | --------------------------- | --------------- | -------------------------------------- | ------ |
| 1983 | Sleepaway Camp              | Paul            | Título alternativo: Nightmare Vacation | [ 6 ]  |
| 1984 | Firstborn                   | Jake Livingston | Título alternativo: Moving In          | [ 16 ] |
| 1986 | The Manhattan Project       | Paul Stephens   |                                        | [ 8 ]  |
| 1991 | Prayer of the Rollerboys    | Gary Lee        |                                        | [ 9 ]  |
| 2008 | Fifteen Below Zero          | Calvin          | Curta-metragem                         | [ 17 ] |
| 2021 | The Timekeepers of Eternity | Albert          | Baseado em The Langoliers (1995)       | [ 19 ] |

### Televisão
| Ano  | Título                  | Papel              | Notas                                       | Ref.   |
| ---- | ----------------------- | ------------------ | ------------------------------------------- | ------ |
| 1984 | CBS Schoolbreak Special | Neil Oxley         | Episódio: "Welcome Home, Jellybean"         | [ 20 ] |
| 1985 | Right to Kill?          | Richard Jahnke Jr. | Telefilme                                   | [ 21 ] |
| 1986 | The Disney Sunday Movie | Benjamin Reed      | Episódio: "Hero in the Family"              | [ 22 ] |
| 1987 | The Hitchhiker          | Jimmy              | Episódio: "Homebodies"                      | [ 23 ] |
| 1988 | The Equalizer           | Danny Winters      | Episódio: "The Child Broker"                | [ 10 ] |
| 1988 | The Cosby Show          | Jake Palmer        | Episódio: "The Visit"                       | [ 24 ] |
| 1988 | American Playhouse      | David              | Episódio: "Pigeon Feathers"                 | [ 25 ] |
| 1989 | Love and Other Sorrows  | Preston            | Telefilme                                   | [ 22 ] |
| 1989 | ABC Afterschool Special | Nickel             | Episódio: "Private Affairs"                 | [ 26 ] |
| 1990 | L.A. Law                | Robert Braden      | Episódio: "Rest in Pieces"                  | [ 11 ] |
| 1991 | Gabriel's Fire          | Moon Man           | Episódio: "One Flew Over the Bird's Nest"   | [ 27 ] |
| 1991 | MacGyver                | Galahad / Noivo    | 2 episódios                                 | [ 24 ] |
| 1991 | CBS Schoolbreak Special | Kyle               | Episódio: "Lies of the Heart"               | [ 28 ] |
| 1992 | The Heights             | Paul Brinkman      | 1 episódio                                  | [ 29 ] |
| 1992 | O Pioneers!             | Amedee             | Telefilme                                   | [ 22 ] |
| 1995 | The Langoliers          | Albert Kaussner    | Minissérie                                  | [ 30 ] |
| 1996 | Central Park West       | Zack Wells         | 1 episódio                                  | [ 11 ] |
| 1998 | Silk Stalkings          | Russ               | Episódio: "Fear and Loathing in Palm Beach" | [ 24 ] |
| 2018 | The Purge               | Vereador Schmidt   | Episódio: "The Urge to Purge"               | [ 11 ] |

### Dublagem
| Ano     | Título                                | Crédito                   | Notas           | Ref.   |
| ------- | ------------------------------------- | ------------------------- | --------------- | ------ |
| 2001    | Yu-Gi-Oh! Duel Monsters               | Diretor de dublagem       | Série animada   | [ 14 ] |
| 2003-04 | Pokémon: Advanced Challenge           | Voz                       | Série animada   | [ 24 ] |
| 2004    | Yu-Gi-Oh! The Movie: Pyramid of Light | Diretor de dublagem       | Longa-metragem  | [ 14 ] |
| 2004    | Yu-Gi-Oh! Capsule Monster Coliseum    | Diretor de dublagem       | Jogo eletrônico | [ 14 ] |
| 2004    | Winx Club                             | Diretor de dublagem       | Série animada   | [ 14 ] |
| 2004    | One Piece                             | Diretor de dublagem       | Série animada   | [ 14 ] |
| 2004-05 | Pokémon: Advanced Battle              | Voz                       | Série animada   | [ 24 ] |
| 2005    | G.I. Joe Sigma Six                    | Diretor de dublagem       | Série animada   | [ 14 ] |
| 2005    | One Piece: Grand Battle!              | Diretor de dublagem       | Jogo eletrônico | [ 14 ] |
| 2006    | One Piece: Grand Adventure            | Diretor de dublagem       | Jogo eletrônico | [ 14 ] |
| 2006    | Sonic the Hedgehog                    | Diretor de dublagem       | Jogo eletrônico | [ 14 ] |
| 2006    | Sonic Rivals                          | Diretor de dublagem       | Jogo eletrônico | [ 14 ] |
| 2007    | Sonic and the Secret Rings            | Diretor de dublagem       | Jogo eletrônico | [ 14 ] |
| 2007    | Sonic Rivals 2                        | Diretor de dublagem       | Jogo eletrônico | [ 14 ] |
| 2008    | Sonic Riders: Zero Gravity            | Diretor de dublagem       | Jogo eletrônico | [ 14 ] |
| 2008    | Sonic Unleashed                       | Voz e diretor de dublagem | Jogo eletrônico | [ 14 ] |
| 2009    | Sonic and the Black Knight            | Diretor de dublagem       | Jogo eletrônico | [ 14 ] |
| 2012    | Los ilusionautas                      | Voz                       | Longa-metragem  | [ 31 ] |

## Teatro
| Ano     | Título             | Função  | Papel  | Notas                                  | Ref.   |
| ------- | ------------------ | ------- | ------ | -------------------------------------- | ------ |
| 1982-85 | Torch Song Trilogy | Ator    | David  | Broadway                               | [ 1 ]  |
| 1988    | Spoils of War      | Ator    | Martin | Broadway                               | [ 1 ]  |
| 2000    | Buddy Movie        | Diretor |        | New York International Fringe Festival | [ 13 ] |